# Karel Vlach
Karel Vlach (8. října 1911 Žižkov  – 26. února 1986 Praha) byl český dirigent a kapelník swingového Orchestru Karla Vlacha.

## Životopis

### Mládí
Narodil se na pražském předměstí Žižkově v roce 1911 a byl pokřtěn jmény Karel Václav. Byl nejstarším z pěti sourozenců (František * 1913, Vlasta * 1920, Libuše * 1924 a Václav * 1926). Během základní školy se učil na housle. Po základní škole nastoupil na žižkovskou reálku.
V letech 1925–1928 se vyučil jako obchodní příručí u galanterní firmy Kauders. V roce 1929 mu zemřela matka. Po čase se otec znovu oženil a celá rodina se odstěhovala do Holešovic.
Pracoval nejprve jako obchodní příručí (L. Phona, Finger a Stein) a později jako prokurista. V letech 1931–1933 byl nezaměstnaný.

### Založení orchestru
Ve 30. letech se Karel Vlach angažoval ve skupinách Blue Music a ve vlastním souboru Charles Happy Boys, později přejmenovaném na Blue Boys. V roce 1939 založil vlastní orchestr nesoucí jméno Orchestr Karla Vlacha. Od roku 1940 s orchestrem vystupoval na Střeleckém ostrově a začal spolupracovat s triem Sestry Allanovy. Pro orchestr aranžoval Fricek Weiss ovlivněný orchestrem Bennyho Goodmana. Orchestr hrál převzaté, ale i původní skladby. Mezi hlavní autory patřili Kamil Běhounek a Jiří Traxler. Spolupracoval také s řadou předních zpěváků (Arnošt Kavka, Inka Zemánková nebo Jiřina Salačová). Během druhé světové války hrál orchestr k poslechu v pražské kavárně Lloyd nebo pořádal turné po českých a moravských městech.

### Poválečné období
Po druhé světové válce Vlach sestavil nový orchestr, který se orientoval především na zvuk po vzoru Glenna Millera. Zprvu hráli k tanci v kavárně Fénix.
S orchestrem vystupovali zpěváci Václav Irmanov, Rudolf Cortés a nadále i Jiřina Salačová. Od roku 1947 měl Vlachův orchestr stálé angažmá v Divadle V+W a podílel se na obnovených představeních Osvobozeného divadla. Od roku 1954 pak působil v Divadle ABC a od roku 1962 v Hudebním divadle v Karlíně. Karel Vlach byl vynikající hudební manažer a pro svůj orchestr dokázal zajistit vystoupení i mimo divadelní prostory, což v padesátých letech nebylo v Československu jednoduché. Natáčeli hudbu k českým filmům, podnikli první zahraniční zájezd do Maďarska a v roce 1956 turné po Polsku.

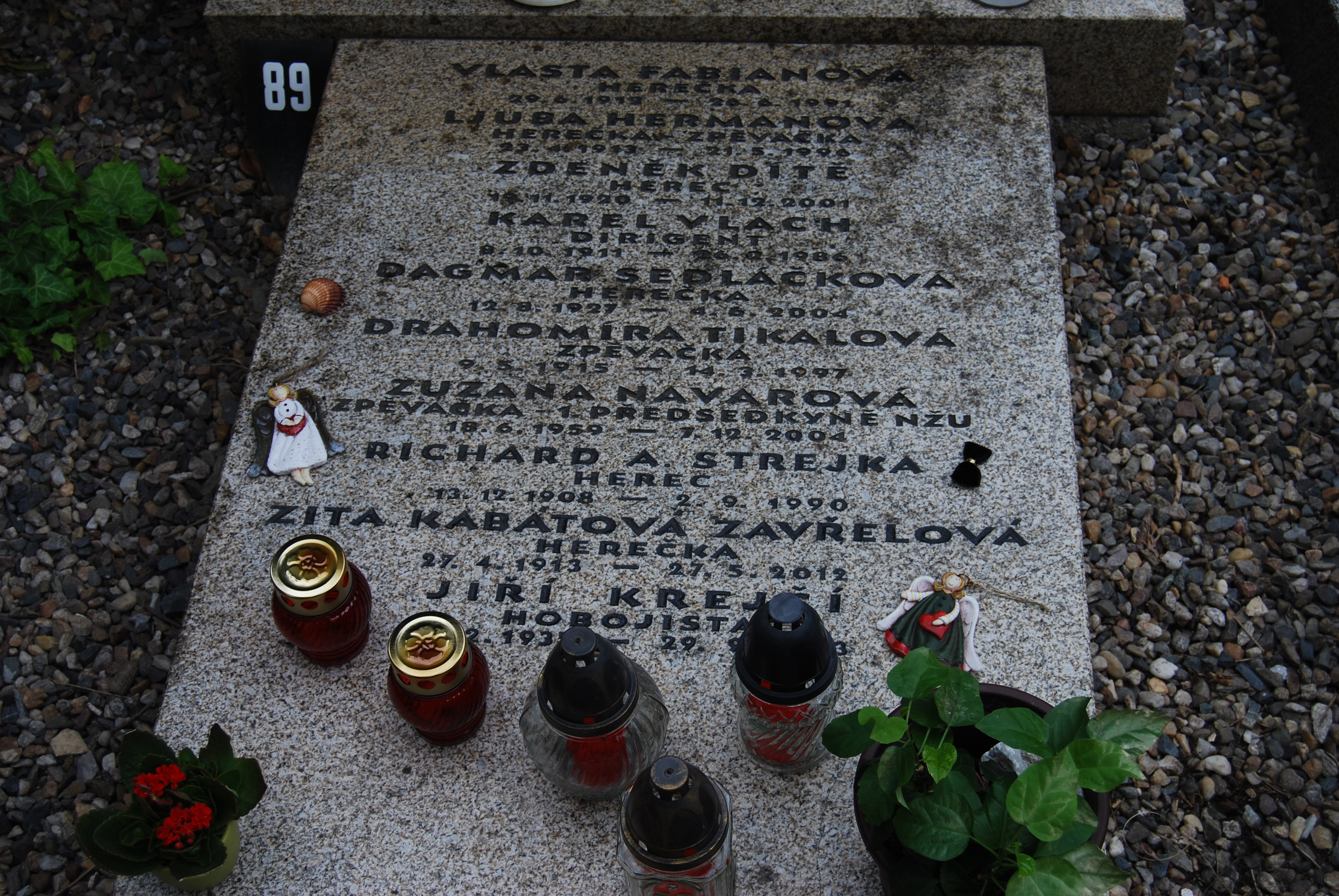
Náhrobní deska na Vyšehradském hřbitově se jménem Karla Vlacha

### Šedesátá léta
V šedesátých letech se orchestr věnoval více populární hudbě a spolupracoval se zpěváky jako je Yvetta Simonová, Milan Chladil. Patřili mezi nejoblíbenější hudební uskupení v Československu. Karel Vlach v roce 1963 obdržel titul zasloužilého umělce, jako první ze zástupců tzv. populární kultury. Hudbě zasvětil celý svůj život. Vyrostl na swingu a snažil se, aby jeho orchestr byl stále moderní, ale nepodléhal různým módním trendům. Objevil a vychoval řadu výborných muzikantů a zpěváků.
Je pohřben na Vyšehradském hřbitově v Praze v hrobě označovaném jako „Pomník českým hercům“, který byl odhalen v roce 1999 a je ve společné péči Herecké asociace a Nadace Život umělce.
Orchestr Karla Vlacha pokračoval v činnosti i po smrti svého zakladatele. V roce 2019 oslavil 80 let své existence velkým koncertem v pražském divadle Hybernia.

## Filmová hudba
- Andělský kabát (1947)
- Cirkus bude (1954)
- Hudba z Marsu (1955)
- Stvoření světa (1957)
- Limonádový Joe aneb Koňská opera (1964)

## Pocty
V Praze 13 je po něm pojmenována ulice – Vlachova.